# Ext3
Ext3 è un file system utilizzato su sistemi GNU/Linux e derivato da ext2, rispetto al quale migliora la scrittura su disco rendendo più facile e più veloce leggere i vari file dal disco, inoltre introduce il journaling del file system.
Il journaling, già presente in ReiserFS e nelle ultime versioni di NTFS è una caratteristica che permette di evitare che errori e malfunzionamenti hardware (o anche semplici spegnimenti del PC senza chiudere il sistema operativo) possano danneggiare i dati scritti sull'unità, creando un "diario" (journal) che elenca le modifiche da effettuare sul filesystem.

## Vantaggi
Nonostante le sue performance velocistiche siano inferiori a quelle di file system concorrenti quali JFS, ReiserFS e XFS, presenta l'indubbio vantaggio di consentire il passaggio al volo da un file system di tipo ext2 senza dovere ricorrere a backup e ripristino dei dati; inoltre impegna meno le risorse della CPU rispetto ai file system ReiserFS e XFS. È altresì considerato più sicuro rispetto agli altri file system di Linux in virtù della sua semplicità e della maggior base di installazioni a scopo di test.
Il file system ext3 aggiunge al suo predecessore le seguenti caratteristiche:
- il journaling;
- aumento delle dimensioni del file system "a caldo";
- per le directory molto grandi un'indicizzazione basata sull'algoritmo H-tree (versione specializzata di un albero B-tree)[3].

Senza di queste, qualsiasi file system di tipo ext3 è anche di tipo ext2. Ciò ha reso possibile l'adozione degli strumenti di manutenzione e ripristino più affidabili, sviluppati nel tempo per l'ext2, anche per l'ext3 senza particolari modifiche. Nello specifico, i file system di tipo ext2 ed ext3 condividono lo stesso set standard di strumenti, e2fsprogs, che include un eseguibile fsck. La somiglianza tra i due permette inoltre di passare dall'uno all'altro indifferentemente, in maniera trasparente.
Mentre in alcuni contesti la mancanza di alcune funzionalità da file system "moderno" - come l'allocazione dinamica degli inode - può essere considerata uno svantaggio, in termini di affidabilità essa dà all'ext3 un significativo vantaggio rispetto ai file system che le prevedono. Infatti, i metadati del file system sono localizzati in punti precisi e fissi, ed esiste un certo livello di ridondanza nelle strutture dati, consentendo così di recuperare un file system ext2 ed ext3 anche in presenza di dati significativamente corrotti, laddove ciò non sarebbe possibile con i file system basati sulle strutture ad albero.
Nel dicembre 2008 questo file system è stato sostituito da Ext4.

## Compatibilità
Ext3 è supportato da tutte le distribuzioni Linux più recenti. Inoltre, come il predecessore ext2 può essere utilizzato anche da altri sistemi operativi, come Microsoft Windows, anche in scrittura (dipende dal driver che si utilizza, dato che alcuni di questi strumenti software aggiungono un supporto in sola lettura). Uno dei driver più noti è Explore2fs.
In linea di massima, le versioni più recenti dei driver ext2 per sistemi Windows supportano anche ext3.